# 新疆薹草
新疆薹草（学名：Carex turkestanica）为莎草科薹草属的植物。分布在俄罗斯西西伯利亚和中亚地区、阿富汗以及中国大陆的新疆、甘肃等地，生长于海拔1,000米至2,600米的地区，多生长于山沟中、山坡及林下，目前尚未由人工引种栽培。